# Net Creek
Net Creek är ett vattendrag i Kanada.   Det ligger i provinsen Ontario, i den sydöstra delen av landet, 400 km nordväst om huvudstaden Ottawa. Net Creek ligger vid sjöarna  Cassels Lake Leroy Lake Net Lake Obashkong Lake Rabbit Lake och Snake Island Lake.
I omgivningarna runt Net Creek växer i huvudsak blandskog. Trakten runt Net Creek är nära nog obefolkad, med mindre än två invånare per kvadratkilometer.